# Bitung Jaya
Bitung Jaya is een bestuurslaag in het regentschap Tangerang van de provincie Banten, Indonesië. Bitung Jaya telt 15.327 inwoners (volkstelling 2010).